# Token Eastern Song
«Token Eastern Song» es una canción de la banda de rock Nirvana. Una versión de estudio grabada en septiembre de 1989 en los estudios Music Source en Seattle, Washington, aparece en el boxset póstumo de 2004: With the Lights Out. También hay versiones en vivo de esta canción, aparecen con títulos como Born in a Junkyard o simplemente Junkyard. Esos títulos fueron inventados por quienes malinterpretaron la línea del coro Hold it in your gut como Born in a junkyard.

## Otras versiones
También existe otra versión de estudio: una versión guiada por voces (casi instrumental), grabada en los mismos estudios el 1 de enero de 1991.
- Datos: Q9088042